# Damnacanthus okinawensis
Damnacanthus okinawensis är en måreväxtart som beskrevs av Sumihiko Hatusima. Damnacanthus okinawensis ingår i släktet Damnacanthus och familjen måreväxter.
Artens utbredningsområde är Nansei-shoto. Inga underarter finns listade i Catalogue of Life.